# Stefano Palosio
Stefano Palosio (Roma, ca. 1340 - Roma, 29 de abril de 1398) foi um cardeal romano da Igreja Católica, que serviu como Camerlengo da Santa Igreja Católica e arcipreste da Basílica de Santa Maria Maior.

## Biografia
De uma família patrícia, foi cônego do capítulo da Basílica de Santa Maria Maior, camerlengo do clero romano e recebeu o subdiaconato.
Foi eleito bispo de Brescia em 3 de setembro de 1371, contudo sem saber nada sobre sua ordenação episcopal. Transferido para a Diocese de Todi em 30 de março de 1373, onde ficou até sua elevação cardinalícia. Tornou-se vigário do papa em Roma em 1377. Ele foi um dos guardiões do conclave de 1378, que elegeu o Papa Urbano VI. Ele foi deposto da Sé de Todi pelo antipapa Clemente VII por ter seguido o Papa Urbano VI em 1382.
Criado pelo Papa Urbano VI como cardeal-presbítero no consistório de 17 de dezembro de 1384, recebeu o título de São Marcelo em janeiro de 1385.
Pouco após 8 de agosto de 1394 foi nomeado como Camerlengo da Santa Igreja Católica Romana e Arcipreste da Basílica de Santa Maria Maior. Foi encarregado pelo papa de reparar o telhado da Basílica de São Paulo Extramuros na Via Ostiense.
Morreu em 29 de abril de 1398, em Roma, segundo consta de seu epitáfio no local onde foi sepultado, na Basílica de Santa Maria Maior.

### Conclaves
- Conclave de 1389 - participou da eleição de Pietro Tomacelli como Papa Bonifácio IX